# Amanzimtoti
Amanzimtoti (parola zulu che significa "acqua dolce") è una piccola città costiera del Sudafrica e località balneare, situata nella provincia di KwaZulu-Natal, 30 km a sud di Durban. Fa parte della municipalità metropolitana di eThekwini. Viene anche chiamata colloquialmente Toti. Ha 14.000 abitanti.

## Storia
Nell'anno 1828, secondo una leggenda locale, il re zulu Shaka era in viaggio con il suo esercito per compiere un'incursione contro i Pondo nel sud, quando si fermò sulla riva di un fiume. Dopo aver assaggiato l'acqua, esclama "Kanti amanza mtoti" ("L'acqua è dolce!"). Il fiume è d'ora in poi conosciuto come Amanzimtoti ("acque dolci").
Il 23 dicembre 1985 una bomba terroristica esplose in un affollato centro commerciale. Cinque persone sono morte e quaranta sono rimaste ferite. L'ANC è stato accusato di aver collocato lì la bomba a causa della sua nuova strategia dell'epoca, per attaccare obiettivi "deboli" nel Paese.
Al giorno d'oggi, Amanzimtoti è meglio conosciuta per il suo clima piacevole e le sue spiagge dorate. La città è una delle destinazioni turistiche più popolari del Sudafrica e una mecca per i surfisti. Le spiagge sono sorvegliate da bagnini e dotate di reti antisqualo per proteggere i bagnanti; accanto è disponibile anche una piscina con acqua di mare.